# Gorgora Nova
Gorgora Nova es un yacimiento arqueológico jesuita (siglo XVII), situado cerca de la ciudad de Gorgora (11 km), en Etiopía, en la orilla norte del Lago Tana (Distrito de Gondar-Zuriya, región de Dambya).

## Historia
El conjunto arqueológico fue edificado por los jesuitas en el lugar donde Pedro Páez había edificado un palacio de dos pisos para el rey Susenyos; dado que la obra se encontraba parcialmente en ruinas, su estructura sirvió como andamiaje de la nueva iglesia. Hasta hace poco tiempo, las ruinas se identificaron, erróneamente, con la iglesia edificada por Páez para Susenyos, la cual se ubicaba originalmente en Gorgora Velha, en un paraje no identificado a varios kilómetros.
En 2011, el profesor de la Universidad Complutense de Madrid Víctor Manuel Fernández Martínez inició los primeros trabajos arqueológicos en el lugar, que han resultado esclarecedores para conocer su función y su posible aspecto

## Arquitectura
El conjunto consta de los restos de la iglesia jesuita de Iyäsus (Jesús), la sacristía y los restos de la residencia. Este templo fue construido en 1626 (siglo XVII), bajo la dirección del clérigo Juan Martínez (o João Martins), quien se inspiró en la iglesia de São Paulo de Diu.
La iglesia se compone de una única nave de 39 metros de largo por 16 de ancho y unos 14 metros de altura, a la que se le adosó una capilla mayor abovedada con casetones en su extremo oriental de 11 metros de ancho por 10 de largo, e iluminada por dos óculos.

## En la actualidad
Desde 1995, y en proceso de degradación actualmente, solo se encuentran en pie la parte sur del altar y la parte baja de la pared externa. El estado ruinoso también afecta a los diferentes anexos.
El pobre estado de la edificación es debido en parte al abandono por parte de los Jesuitas (debido a la expulsión de éstos por parte del emperador Fasilides), así como al paso de los años, las condiciones climatológicas, etc.